# Cormicy
Cormicy é uma comuna francesa na região administrativa de Grande Leste, no departamento de Marne. Estende-se por uma área de 31,74 km². Em 2010 a comuna tinha 1 511 habitantes (densidade: 47,6 hab./km²). Em 1 de janeiro de 2017 a antiga comuna de Gernicourt foi fundida com Cormicy.